# Vintířov
Vintířov (en allemand : Wintersgrün) est une commune du district de Sokolov, dans la région de Karlovy Vary, en Tchéquie. Sa population s'élevait à 1 196 habitants en 2020.

## Géographie
Vintířov se trouve à 3 km au sud-ouest de Chodov, à 8 km au nord-est de Sokolov, à 12 km à l'ouest de Karlovy Vary et à 124 km à l'ouest de Prague.
La commune est limitée par Dolní Nivy à l'ouest et au nord, par Vřesová au nord, par Chodov à l'est, par Nové Sedlo et Královské Poříčí au sud et par Lomnice au sud-ouest.

## Histoire
La première mention écrite de la localité date de 1523. Au XIXe siècle, le village perdit son caractère agricole, d'abord en raison de l'exploitation du minerai de fer et du gravier puis de l'ouverture de carrières de lignite. Après la Première Guerre mondiale, des ouvriers tchèques furent attirés dans la commune par les exploitations minières. Un gisement de kaolin alimentait une fabrique de porcelaine.